# Tom et Jerry et le loupiot
Pour plus de détails, voir Fiche technique et Distribution.
Tom et Jerry et le loupiot (Slicked-up Pup) est le 60e court métrage d'animation de la série américaine Tom et Jerry réalisé par William Hanna et Joseph Barbera et sorti le 8 septembre 1951.